# Heavy Object
Heavy Object (ヘヴィーオブジェクト Hevī Obujekuto) Es una serie de novelas ligeras, escritas por Kazuma Kamachi e ilustradas por Ryō Nagi. ASCII Media Works ha publicado 13 volúmenes desde el 2009 bajo su etiqueta Dengeki Bunko en la revista Dengeki Bunko Magazine. Ha recibido tres adaptaciones a manga. Una adaptación a anime producida por J.C.Staff se emitió desde el 2 de octubre de 2015 hasta el 25 de marzo de 2016.

## Sinopsis
En el futuro, el desarrollo de máquinas de guerra masivas llamadas Objects han hecho que la guerra convencional e incluso las armas tácticas nucleares parecieran obsoletas. Como consecuencia de esta agitación militar, todas las naciones del mundo fueron fracturadas en cuatro coaliciones las cuales constantemente entran en guerra con la otra; el "Reino Legítimo", centrado en la tradición; la "Corporación Capitalista" (en el anime la "Empresa Capitalista"), la cual evalúa la ganancia, la "Alianza Informática" (en el anime la "Unión de Inteligencia"), concentra en el conocimiento; y la "Organización de Fe", la cual evalúa la religión encima de todo. Con la percepción que solo los Object pueden destruir Object, las guerras modernas son reducidas a duelos entre Objects, resultando en guerras más cortas, limpias y seguras. Sin embargo, todo esto cambia cuando dos soldados regulares del Imperio Legítimo, Qwenthur Barbotage y Havia Winchell, usan su inteligencia e ingenio para destruir los "Water Strider" Object de la Organización de Fe todo por ellos mismos. Habiendo probado que los Objects creados por el hombre también pueden ser destruidos por hombres, Qwenthur y Havia son lanzados a un nuevo mundo de angustiosas aventuras y peligrosas misiones suicidas mientras se unen con Milinda Brantinia de la cual Qwenthur se hace amigo y la salva siendo ella de la élite del Reino Legítimo, con el Object denominado "Baby Magnum".

## Personajes

### Principales
Qwenthur Barbotage (クウェンサー＝バーボタージュ Kuwensā Bābotāju?)
Seiyū: Natsuki Hanae
Qwenthur, es el protagonista masculino principal, es un joven cadete militar estudiante para ser un ingeniero de Heavy Object debido a su fascinación con los Objects. Él es el mejor amigo de Havia y compañero en sus misiones y usualmente actúa como el cerebro del dúo. El también es un amigo cercano con Milinda después de salvarla de su captura por la Organización de Fe.
Havia Winchell (ヘイヴィア＝ウィンチェル Heivia Wincheru?)
Seiyū: Kaito Ishikawa
Havia, es otro protagonista masculino, es un miembro de la poderosa familia Winchell, y se une a los militares con la esperanza de ganar la suficiente fama y renombre para ganar su herencia como la cabeza de la familia Winchell. Él es el mejor amigo de Qwenthur y compañero en sus misiones, y típicamente se encarga de todos los combates. Es luego revelado que el desea tomar el control de la familia Winchell con el fin de terminar su disputa con la familia Vanderbilt rival, para que pueda casarse con su prometida quien es parte de los Vanderbilts.
Milinda Brantini (ミリンダ＝ブランティーニ Mirinda Burantīni?)
Seiyū: Eri Suzuki
Milinda es la piloto de Heavy Object del Reino Legítimo, que comanda el "Baby Magnum", un Object de primera generación. Después de ser salvada por Qwenthur y Havia, Milinda rápidamente se hace amiga de los dos soldados y felizmente proporciona todo lo que pueda en las misiones sin el Baby Magnum. También se dio a entender que ella está enamorada de Qwenthur.
Frolaytia Capistrano (フローレイティア＝カピストラーノ Furōreitia Kapisutorāno?)
Seiyū: Shizuka Itō
Frolaytia es la estricta y sin corazón oficial al mando de Qwenthur y Havia. Ella a menudo está dispuesta a enviar al par en misiones extremadamente peligrosas y se apresura a castigarlos por cualquier desobediencia. Sin embargo, ella secretamente cuida a Qwenthur y Havia haciendo lo posible para asegurarse de que completen sus misiones y sobrevivan.

### Reino Legítimo
Ayami Cherryblossom (アヤミ＝チェリーブロッサム Ayami Cherīburossamu?)
Seiyū: Mari Yokoo
Flide (フライド Furaido?)
Seiyū: Ryusuke Obayashi
Seawax (シーワックス Shīwakkusu?)
Seiyū: Rikiya Koyama
Vanderbilt (バンダービルト Bandābiruto?)
Seiyū: Maaya Uchida
Halreed Copacabana (ハルリード＝コパカバーナ Harurīdo Kopakabāna?)
Seiyū: Ryota Takeuchi
Bilany Saronno (バイラニー＝サローノ Bairanī Sarōno?)
Seiyū: Minami Takahashi
Staccato Raylong (スタッカート＝レイロング Stakkāto Reirongu?)
Seiyū: Shinobu Matsumoto
Charlotte Zoom (シャルロット＝ズーム Sharurotto Zūmu?)
Seiyū: Saori Oonishi
Myonri (ミョンリ Myonri?)
Seiyū: Kaede Hondo
Westy (ウェスティ Wesuti?)
Seiyū: Yuna Yoshino
Charles (チャールズ Chāruzu?)
Seiyū: Daiki Yamashita
Cookman (クックマン Kukkuman?)
Seiyū: Kaku Yamamoto

### Alianza Informática
Lendy Farolito (レンディ＝ファロリート Rendi Farorīto?)
Seiyū: Rina Sato
Oh ho ho (おほほ Ohoho?)
Seiyū: Hisako Kanemoto

#### Servicio de Limpieza de Campos de Batalla
Wydine Uptown (ワイディーネ＝アップタウン Waidīne Apputaun?)
Seiyū: Satomi Arai
Charm (チャーム Chāmu?)
Seiyū: Mari Nakatsu
Lemish (レミッシュ Remisshu?)
Seiyū: Juri Kimura

### Corporación Capitalista
Buffer Planters (バッファ＝プランターズ Baffa Purantāzu)
Seiyū: Takayuki Sugo

### Batallón 24 de Mantenimiento Móvil
Nutley (ナッツレイ Nattsurei)
Seiyū: Yasuaki Takumi
Prizewell City Slicker (プライズウェル＝シティ＝スリッカー Puraizuweru Shiti Surikkaa)
Seiyū: Katsuyuki Konishi

### Organización de Fe
Klondike (クロンダイク Kurondaiku)
Seiyū: Shinpachi Tsuji

### Otros
Monica (モニカ Monika)
Seiyū: Rumi Okubo
Sladder Honeysuckle (スラッダー＝ハニーサックル Suraddā Hanīsakkuru)
Seiyū: Yoshimasa Hosoya
Shikibu (シキブ Shikibu)
Seiyū: Ikumi Hayama
Iekazu (イエカズ Iekazu)
Seiyū: Junichi Yanagita
Orihime (オリヒメ Orihime)
Seiyū: Inori Minase

## Medios de comunicación

### Novela ligera
La primera novela ligera fue publicada el 10 de octubre de 2009 por ASCII Media Works bajo su imprenta Dengeki Bunko en la revista Dengeki Bunko Magazine. Hasta febrero de 2016, 11 volúmenes han sido publicados.

#### Lista de volúmenes
| Núm. | Título | Fecha de publicación     | ISBN                   |
| ---- | --- | ------------------------ | ---------------------- |
| 1    | "Heavy Object" "Hevī Obujekuto" (ヘヴィーオブジェクト)                                                                                           | 10 de octubre de 2009    | ISBN 978-4-04-868069-1 |
| 2    | "Heavy Object: Guerra de Reclutamiento" "Hevī Obujekuto Saiyō Sensō" (ヘヴィーオブジェクト 採用戦争)                                             | 10 de junio de 2010      | ISBN 978-4-04-868594-8 |
| 3    | "Heavy Object: Sombra de los Gigantes" "Hevī Obujekuto Kyōjin-tachi no Kage" (ヘヴィーオブジェクト 巨人達の影)                                   | 10 de noviembre de 2010  | ISBN 978-4-04-870051-1 |
| 4    | "Heavy Object: El Eléctrico Tesoro Matemático" "Hevī Obujekuto Denshi Sāgaku no Zaihō" (ヘヴィーオブジェクト 電子数学の財宝)                     | 10 de septiembre de 2011 | ISBN 978-4-04-870549-3 |
| 5    | "Heavy Object: Festival de la Muerte" "Hevī Obujekuto Shi no Saiten" (ヘヴィーオブジェクト 死の祭典)                                             | 10 de noviembre de 2011  | ISBN 978-4-04-870997-2 |
| 6    | "Heavy Object: El Camino a la Tercera Generación" "Hevī Obujekuto Daisansedai e no Michi" (ヘヴィーオブジェクト 第三世代への道)                  | 10 de junio de 2012      | ISBN 978-4-04-886624-8 |
| 7    | "Heavy Object: Policía Fantasma" "Hevī Obujekuto Bōrei-tachi no Keisatsu" (ヘヴィーオブジェクト 亡霊達の警察)                                    | 9 de noviembre de 2013   | ISBN 978-4-04-866080-8 |
| 8    | "Heavy Object: El 7X% Gobernador" "Hevī Obujekuto Nanamaru Pāsento no Shihaisha" (ヘヴィーオブジェクト 七〇％の支配者)                           | 8 de marzo de 2014       | ISBN 978-4-04-866379-3 |
| 9    | "Heavy Object: La Salvación de 195 Grados Negativos" "Hevī Obujekuto Hyōtenka Ichikyūgodo no Kyūsai" (ヘヴィーオブジェクト 氷点下一九五度の救済) | 10 de abril de 2015      | ISBN 978-4-04-865064-9 |
| 10   | "Heavy Object: Los Otros Dioses" "Hevī Obujekuto Sotonaru Kami" (ヘヴィーオブジェクト 外なる神)                                                  | 10 de octubre de 2015    | ISBN 978-4-04-865452-4 |
| 11   | "Heavy Object: Baile con la Hermana Noble" "Hevī Obujekuto Sotonaru Kami" (ヘヴィーオブジェクト 外なる神)                                        | 10 de febrero de 2016    | ISBN 978-4-04-865764-8 |

### Manga
Una adaptación a manga con arte por Shinsuke Inue empezó a serializarse en las revistas de manga seinen de ASCII Media Works Dengeki Black Maoh y Dengeki Maoh desde 2009 hasta el 2011. Un solo volumen tankōbon de Heavy Object fue publicado el 27 de mayo de 2011. Una segunda adaptación a manga, con arte por Sakae Saitō y titulada Heavy Object S, fue también publicada en Dengeki Maoh desde 2011 hasta el 2013. Tres volúmenes tankōbon del manga fueron publicados entre el 27 de agosto de 2012 y el 27 de julio de 2013. Una tercera adaptación a manga titulada Heavy Object A, también por Sakae Saitō, comenzó a serielizarse en Dengeki Maoh desde febrero de 2015.

### Anime
Una adaptación a anime por J.C.Staff fue anunciada en el evento del Festival de Otoño de Dengeki Bunko el 5 de octubre de 2014, comenzó a emitirse desde el 2 de octubre de 2015. El opening es "One More Chance!!" interpretado por ALL OFF mientras el ending es "Dear Brave" interpretado por Kano. El segundo opening es "Never Gave Up" interpretado por ALL OFF y el segundo ending es "Strength to Change" interpretado por Yuka Iguchi.

### Lista de episodios
| Núm. | Título | Fecha de emisión        |
| ---- | --- | ----------------------- |
| 1    | "Garibā o shibaru zōhyō-tachi 〜 Arasuka gokkan kankyō setsujō-sen Ichi 〜" (ガリバーを縛る雑兵たち〜アラスカ極寒環境雪上戦Ⅰ〜)            | 2 de octubre de 2015    |
| 2    | "Garibā o shibaru zōhyō-tachi 〜 Arasuka gokkan kankyō setsujō-sen Ni 〜" (ガリバーを縛る雑兵たち〜アラスカ極寒環境雪上戦Ⅱ〜)              | 9 de octubre de 2015    |
| 3    | "Garibā o shibaru zōhyō-tachi 〜 Arasuka gokkan kankyō setsujō-sen San 〜" (ガリバーを縛る雑兵たち〜アラスカ極寒環境雪上戦Ⅲ〜)             | 16 de octubre de 2015   |
| 4    | "Oyayubi Tomu wa yuden o hashiru 〜 Jiburarutaru tsūkō soshi-sen Ichi 〜" (親指トムは油田を走る〜ジブラルタル通行阻止戦Ⅰ〜)                | 23 de octubre de 2015   |
| 5    | "Oyayubi Tomu wa yuden o hashiru 〜 Jiburarutaru tsūkō soshi-sen Ni 〜" (親指トムは油田を走る〜ジブラルタル通行阻止戦Ⅱ〜)                  | 30 de octubre de 2015   |
| 6    | "Ari to kirigirisu no sensō 〜 Oseania gunji-koku kōryaku-sen Ichi 〜" (蟻とキリギリスの戦争〜オセアニア軍事国攻略戦Ⅰ〜)                   | 6 de noviembre de 2015  |
| 7    | "Ari to kirigirisu no sensō 〜 Oseania gunji-koku kōryaku-sen Ni 〜" (蟻とキリギリスの戦争〜オセアニア軍事国攻略戦Ⅱ〜)                     | 13 de noviembre de 2015 |
| 8    | "Ari to kirigirisu no sensō 〜 Oseania gunji-koku kōryaku-sen San 〜" (蟻とキリギリスの戦争〜オセアニア軍事国攻略戦Ⅲ〜)                    | 20 de noviembre de 2015 |
| 9    | "Shōgaibutsu kyōsō nara futsū wa doro mamire 〜 Nankyoku tairiku seiatsu-sen 〜" (障害物競走なら普通は泥まみれ〜南極大陸制圧戦〜)          | 27 de noviembre de 2015 |
| 9.5  | "Tokubetsu-hen 〜 dai 37 kidō seibi daitai sakusen kiroku 〜" (特別編〜第37機動整備大隊作戦記録〜)                                         | 4 de diciembre de 2015  |
| 10   | "Ninin sankyaku tozan wa inochigake de 〜 Iguasu sangaku hōgeki-sen Ichi 〜" (二人三脚登山は命懸けで〜イグアス山岳砲撃戦Ⅰ〜)               | 11 de diciembre de 2015 |
| 11   | "Ninin sankyaku tozan wa inochigake de 〜 Iguasu sangaku hōgeki-sen Ni 〜" (二人三脚登山は命懸けで〜イグアス山岳砲撃戦Ⅱ〜)                 | 18 de diciembre de 2015 |
| 12   | "Ninin sankyaku tozan wa inochigake de 〜 Iguasu sangaku hōgeki-sen San 〜" (二人三脚登山は命懸けで〜イグアス山岳砲撃戦Ⅲ〜)                | 25 de diciembre de 2015 |
| 13   | "Kibasen wa ashimoto o kuzusubeshi 〜 amazon shiti sōryoku-sen Ichi 〜" (騎馬戦は足元を崩すべし〜アマゾンシティ総力戦Ⅰ〜)                  | 8 de enero de 2016      |
| 14   | "Kibasen wa ashimoto o kuzusubeshi 〜 amazon shiti sōryoku-sen Ni 〜" (騎馬戦は足元を崩すべし〜アマゾンシティ総力戦Ⅱ〜)                    | 15 de enero de 2016     |
| 15   | "Janku no haka wa reametaru no yama 〜 Arasuka senjō ato geigeki-sen Ichi 〜" (ジャンクの墓はレアメタルの山〜アラスカ戦場跡迎撃戦Ⅰ〜)      | 22 de enero de 2016     |
| 16   | "Janku no haka wa reametaru no yama 〜 Arasuka senjō ato geigeki-sen Ni 〜" (ジャンクの墓はレアメタルの山〜アラスカ戦場跡迎撃戦Ⅱ〜)        | 29 de enero de 2016     |
| 17   | "Satsutaba no chirabaru tankō 〜 Kamuchakka hantō yakan kishū dengeki-sen Ichi 〜" (札束の散らばる炭鉱〜カムチャッカ半島夜間奇襲電撃戦Ⅰ〜) | 5 de febrero de 2016    |
| 18   | "Satsutaba no chirabaru tankō 〜 Kamuchakka hantō yakan kishū dengeki-sen Ni 〜" (札束の散らばる炭鉱〜カムチャッカ半島夜間奇襲電撃戦Ⅱ〜)   | 12 de febrero de 2016   |
| 19   | "Satsutaba no chirabaru tankō 〜 Kamuchakka hantō yakan kishū dengeki-sen San 〜" (札束の散らばる炭鉱〜カムチャッカ半島夜間奇襲電撃戦Ⅲ〜)  | 19 de febrero de 2016   |
| 20   | "Meiyo ni nedan wa tsuke rarenai 〜 bikutoriatō kinkyū tsuigeki-sen Ichi 〜" (名誉に値段はつけられない〜ビクトリア島緊急追撃戦Ⅰ〜)         | 26 de febrero de 2016   |
| 21   | "Meiyo ni nedan wa tsuke rarenai 〜 bikutoriatō kinkyū tsuigeki-sen Ni 〜" (名誉に値段はつけられない〜ビクトリア島緊急追撃戦Ⅱ〜)           | 4 de marzo de 2016      |
| 22   | "Meiyo ni nedan wa tsuke rarenai 〜 bikutoriatō kinkyū tsuigeki-sen San 〜" (名誉に値段はつけられない〜ビクトリア島緊急追撃戦Ⅲ〜)          | 11 de marzo de 2016     |
| 23   | "Nonisakuhana ni chinkon no uta o beibīmagunamu hakai-sen Ichi〜" (野に咲く花に鎮魂の歌をベイビーマグナム破壊戦I〜)                        | 18 de marzo de 2016     |
| 24   | "Nonisakuhana ni chinkon no uta o beibīmagunamu hakai-sen Ni 〜" (野に咲く花に鎮魂の歌をベイビーマグナム破壊戦Ⅱ〜)                         | 25 de marzo de 2016     |

### Videojuego
Varios de los personajes de Heavy Object aparecerán en la secuela de Dengeki Bunko: Fighting Climax, un juego de pelea por Sega mostrando varios personajes de trabajos publicados bajo la imprenta Dengeki Bunko. Qwenthur será un personaje jugable, asistido por Milinda y Havia, y Frolaytia será un personaje de apoyo.